# Roquevidal
Roquevidal település Franciaországban, Tarn megyében. Lakosainak száma 137 fő (2022. január 1.). Roquevidal Algans, Cambon-lès-Lavaur, Lacougotte-Cadoul, Marzens, Pratviel és Veilhes községekkel határos.

## Népesség
A település népessége az elmúlt években az alábbi módon változott:
| Lakosok száma | 134  | 139  | 141  | 135  | 133  | 131  | 130  | 132  | 137  |
|               | 2013 | 2015 | 2016 | 2017 | 2018 | 2019 | 2020 | 2021 | 2022 |